# Janov (Itálie)
Janov (italsky Genova [ˈdʒɛːnova]IPA, ligursky Zena) je italské město, hlavní město oblasti Ligurie a provincie Genova. V minulosti byl významným přístavem ve Středozemním moři a hlavním městem mocné a bohaté Janovské republiky. I dnes je nejdůležitějším italským přístavem, jedním z největších ve Středozemním moři a v Evropě. Je sídlem univerzity, založené 1481, dalších vysokých škol, kulturních institucí a arcibiskupství.
Janov má přibližně 559 tisíc obyvatel a je šestým největším italským městem (po Římě, Miláně, Neapoli, Turíně a Palermu).
V roce 2004 se Janov stal Evropským hlavním městem kultury, v roce 2006 byla část historického centra Janova zapsána na seznam Světového dědictví UNESCO – ulice Le Strade Nuove a přilehlé patricijské paláce Palazzi dei Rolli.

## Poloha
Město, které se táhne asi 35 km podél pobřeží Ligurského moře, je strmými svahy Apenin dodnes odříznuto od chudého a zčásti vylidněného vnitrozemí. Je tak přirozeně orientováno k moři, i když jeho význam jako obchodního a průmyslového centra v nedávné době poklesl.

## Historie

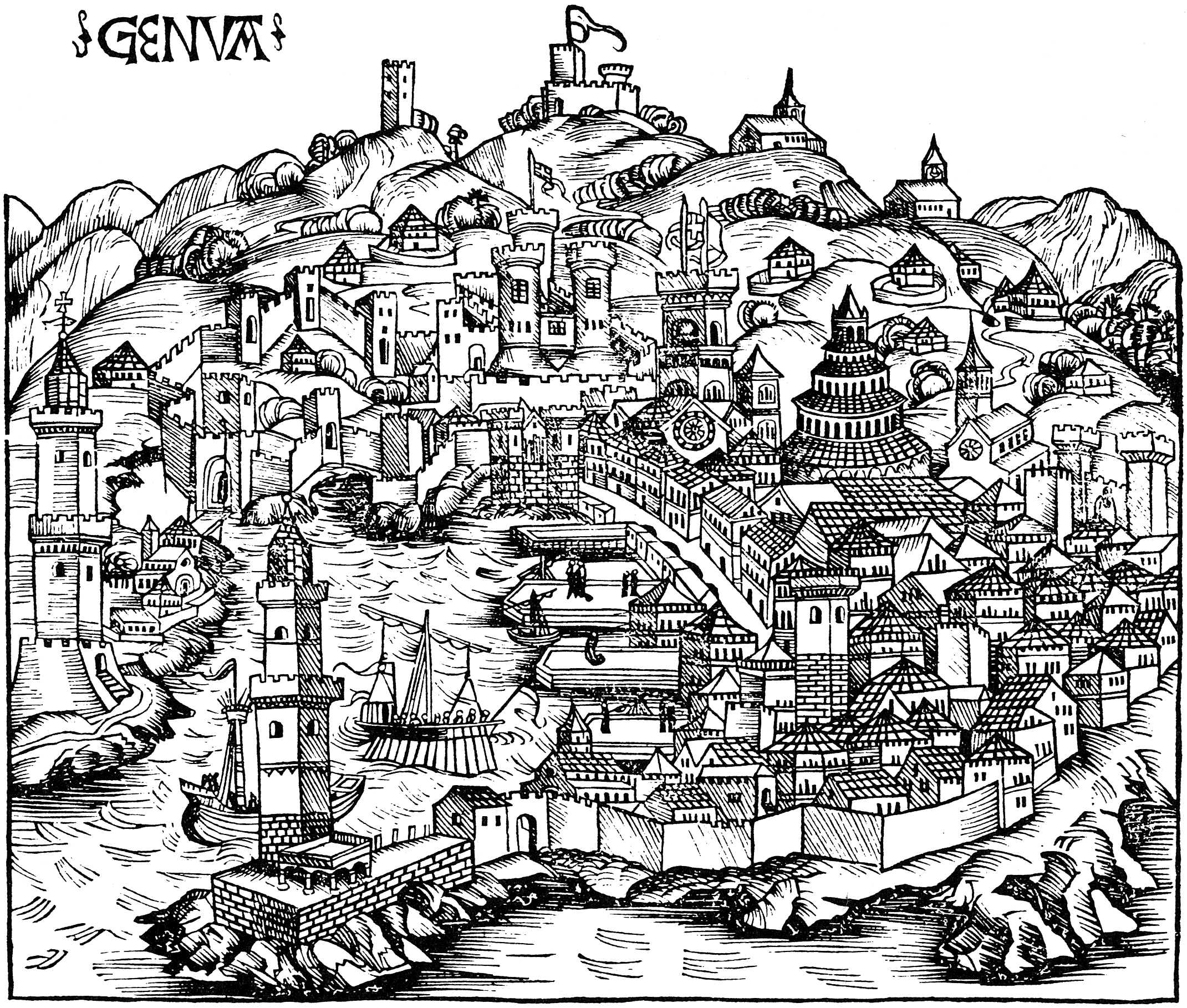
Janov roku 1493 (Schedelova kronika)

Jako vynikající přirozený přístav v "koleni" (lat. genu) pobřeží bylo město velmi dávno osídleno a nedávné archeologické vykopávky objevily řecké pohřebiště z 5.–4. století př. n. l.s luxusními předměty z Galie, Sicílie a snad i z Řecka. Roku 216 př. n. l. je dobyli a zničili kartaginci, vzápětí je však obnovili Římané, kteří zde měli hlavní opěrný bod v Ligurii. Roku 149 př. n. l. vybudovali Via Postumia, která vedla do Placentie, Cremony a dále na východ. Roku 109 př. n. l. byla vybudována Via Aemilia z Placentie do Říma.
V raném středověku si město vydobylo samosprávu a samostatnost, v 10. století se spojilo s Pisou ke společné obraně proti Saracénům a společně dobyli Sardinii. Už roku 1162 si Janované vybudovali první kolonie na pobřeží dnešního Maroka, ve 13. století otevřeli námořní spojení do Anglie a Flander a zmocnili se velké části obchodu na Iberském poloostrově. Neudržovali velké válečné loďstvo, ale stavěli a dodávali lodi a financovali španělské a portugalské výboje (Kanárské ostrovy, Tenerife). Jejich opěrným bodem v Levantě byl ostrov Chios a postavili řadu pevností na pobřeží Černého moře i podél Eufratu.
Janovské úspěchy ovšem vyvolávaly rivality konkurentů, zejména Pisy a Benátek. Roku 1284 porazili Janované pisánské loďstvo u Melorie (blízko Livorna), o sto let později však utrpěli zdrcující porážku od Benátčanů v bitvě u Chiogge (jižně od Benátek). Janov pak na čas ovládala Francie, později Milán. Koncem 15. století objevili Janované v cizích službách Ameriku: Kryštof Kolumbus ve španělských, John Cabot v anglických. Roku 1528 se janovští občané vzbouřili a pod vedením Andrey Dorii svrhli francouzskou nadvládu a republikánské zřízení pak trvalo do konce 18. století.
Janovská republika se zapojila do války o rakouské dědictví, a to na straně Francie a Španělska. V roce 1746 byl Janov obléhán Rakušany. Od roku 1797 podléhal Janov Francii a po Vídeňském kongresu (1815) patřil k Sardinskému království. Janovan Giuseppe Mazzini udržoval ve městě republikánského ducha, který se projevil v krátké vzpouře roku 1848, roku 1860 se Janov stal součástí Itálie. Ve druhé polovině 19. století zde vznikl těžký průmysl a velké loděnice. Mezi 10. dubnem a 19. květnem 1922 se ve městě sešla Janovská konference, kde zástupci 34 zemí diskutovali o poválečném ekonomickém uspořádání světa.
Ve druhé světové válce bylo město silně poškozeno. Po válce se Janov opět vzmohl a roku 1971 měl přes 800 tisíc obyvatel. Během následující deindustrializace se tento počet snížil o čtvrtinu a město celkově zchudlo a upadalo. Teprve po roce 2004 nastal nový urbanistický rozvoj a historické město bylo obnoveno.

## Město a památky

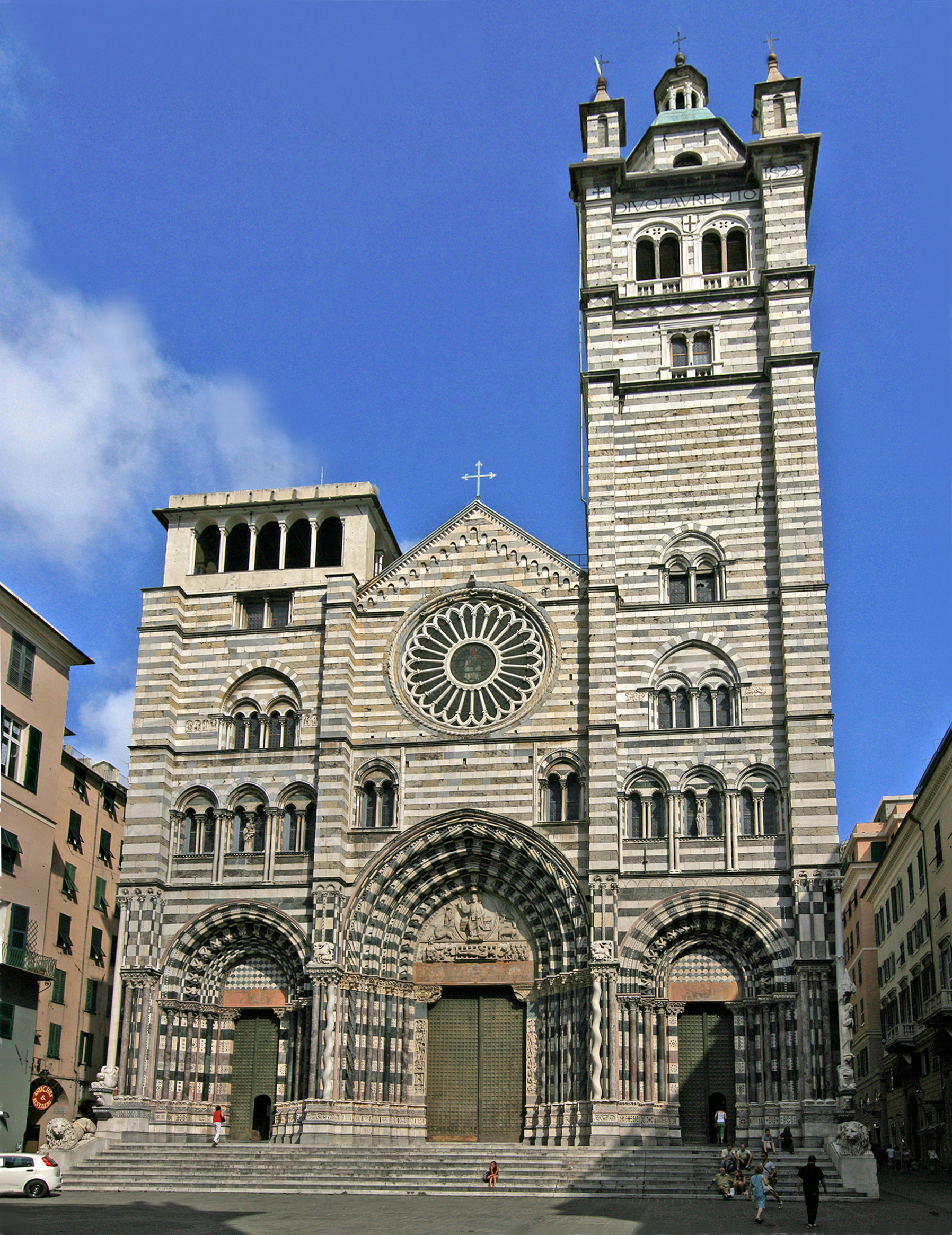
Katedrála San Lorenzo

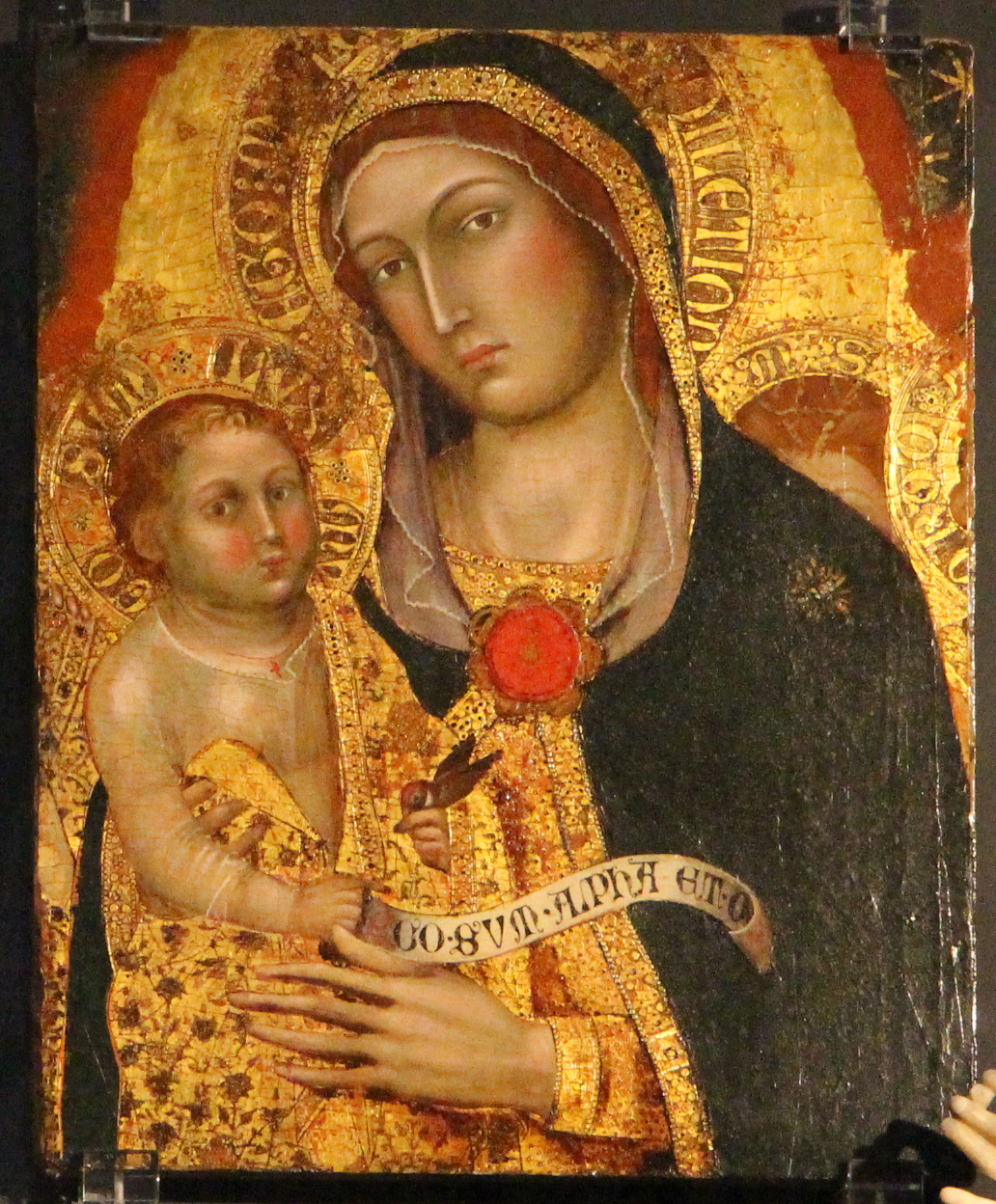
Taddeo di Bartolo: Madona

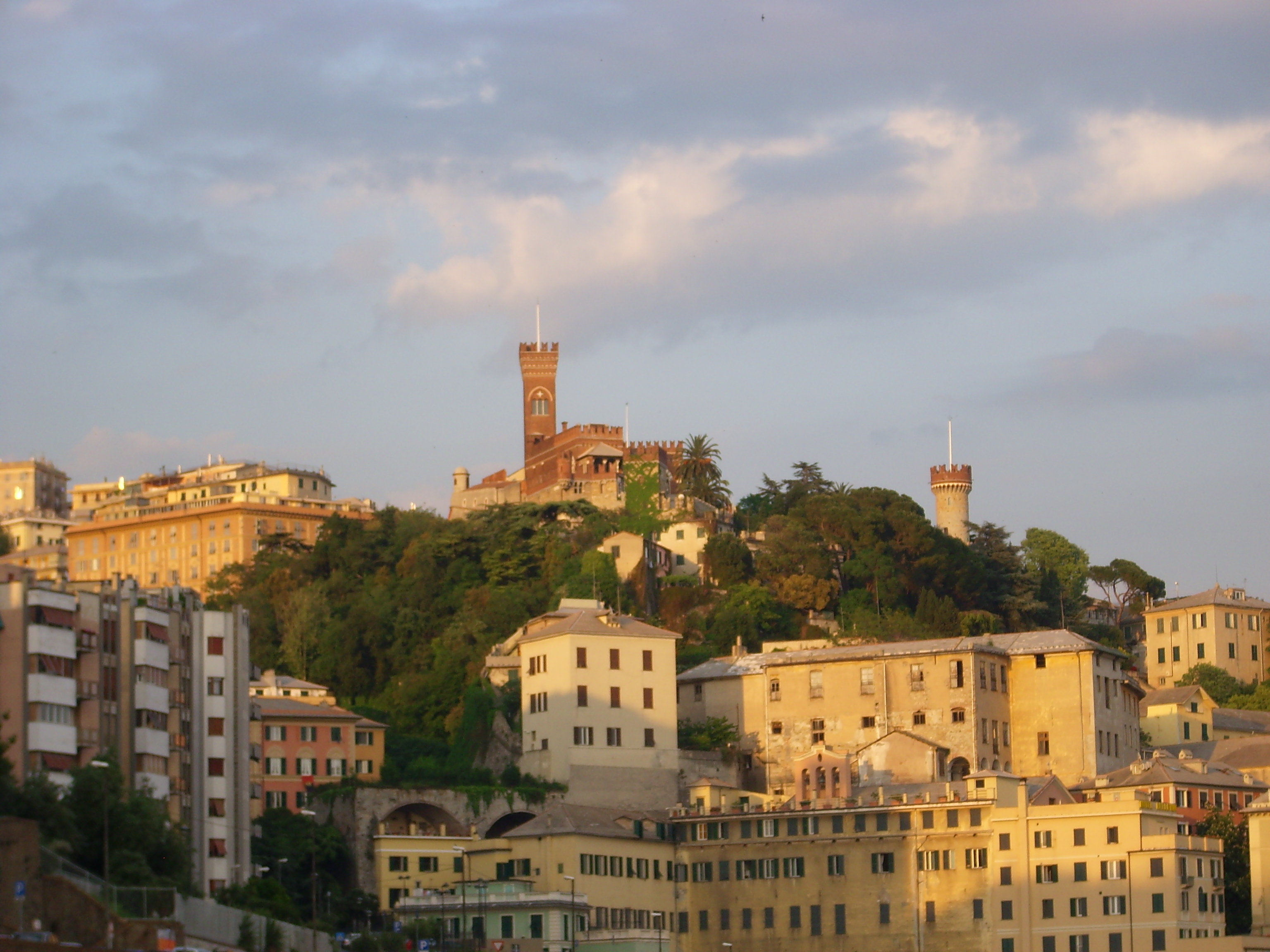
Hrádek Castello d'Albertis

### Kostely a kláštery
- Katedrála sv. Vavřince (San Lorenzo), vysvěcená roku 1118, přestavěná v gotice na přelomu 13. a 14. století, na portálech reliéfy Krista Spasitele se sv. Vavřincem na roštu (románský z 12. století) a Posledního soudu z konce 13. století; na hlavním oltáři socha Panny Marie Královny – patronky Janova; v levé lodi významná renesanční kaple S. Giovanni Battista se sochařskou výzdobou z let 1450–1565; u vchodu nevybuchlý dělostřelecký granát, vypálený na kostel 9. února 1941
- Kostel San Ambrogio e Andrea, trojlodní bazilika gotického původu, přestavěná jezuity roku 1589, obrazy od Petra Pavla Rubense
- San Giovanni di Pré, románský kostel sv. Jana Evangelisty s třípodlažní komendou řádu johanitů, založený roku 1180 pro poutníky do Svaté země, v patře doplněn o špitál s lékárnou; po zrušení řádu templářů byl areál rozšířen o jejich protější kostel Santa Fede; od roku 1500 špitální bratrstvo provozovalo dvě oratoře sv. Brigity a sv. Huga; roku 1749 byla část budov proměněna ve sklad a pražírnu kávy; v patrech jsou renesanční fresky a trámové stropy zdobené šablonovou malbou; komenda je nyní sídlem muzea s konferenčními sály
- Basilica Santa Maria Assunta in Carignano (Nanebevzetí Panny Marie) – největší chrám v Janově, v centru na vrchu Carignano, architekt Galeazzo Alessi, renesanční stavba z let 1552–1605, má čtyři shodné renesanční fasády, interiér barokní, významný prospekt varhan (1660), barokní sochy a malby janovských malířů ze 17. století, mj. Guercino: Stigmatizace svc. Františka
- Basilica di San Siro ve čtvrti Struppa; trojlodní bazilika benediktinů na románských základech s průčelím z 11. století, přestavěná počátkem 17. a 19. století s freskami z konce 17. století
- Kostel Santa Maria delle Vigne, založena v hradbě roku 980, věž románská z 11. století, kostel přestavěn v baroku po roce 1646; Taddeo di Bartolo: významná gotická desková malba madony s Ježíškem ze 2. poloviny 14. století;
- San Donato, románský kostelík z 12. století
- Sant'Agostino, kostel s bývalým klášterem augustiniánů, jedna z mála v celku dochovaných gotických staveb v Janově, z konce 13. století s typickou dvoubarevnou fasádou z bílého a šedého mramoru a centrálním rozetovým oknem v průčelí
- San Stefano, nejstarší kostel Janova, založený roku 444, stavba je románská z 11.– 13. století, strážní věž a krypta byzantské; zčásti dostavěn po bombardování z roku 1945 (severní loď); ekumenický chrám vedený pravoslavnou církví
- San Luca původem románský kostel, v renesanci kolem roku 1589 přestavěný, s hrobkami rodin Grimaldi a Spinola; pozdně barokní fresky
- San Torpete, drobná centrální stavba, založená v 10. století v městské hradbě, barokní novostavba z roku 1730, malby a štuky Giovanni Carlone,
- San Filippo Neri barokní kostel s klášterem a oratoří, výborná akustika, hrával zde Nicolo Pagannini

### Světské stavby
- Castello d'Albertis – novogotický hrádek na vrchu Monte Galletto, postavený v letech 1886–92, tvoří jednu z dominant janovského panoramatu
- Palazzo ducale – dóžecí palác, gotická stavba přestavěná roku 1591 na renesanční sídlo nejvyšší rady města
- Palazzo reale – dal postavit Stefano Balbi v římském raně barokním stylu, slouží jako galerie (Pinacoteca), dochovány barokní reprezentační sály[p 1]
- Palazzo Doria-Pamphili, leží západně od hlavního nádraží Principe, renesanční palác rodu Doria z let 1522–29
- Palazzo Rosso, barokní Červený palác postaven v letech 1671 až 1677, sídlo muzea[p 1]
- Palazzo San Giorgio, založen roku 1260, od 15. do 18. století sloužil jako banka; fresky na fasádě jsou z počátku 17. století; Marco Polo zde byl vězněn a diktoval zde svou knihu Milion

### Opevnění
- Porta Soprana, gotická městská brána z 12. století se dvěma věžemi na Piazza Dante
- Porta dei Vacca, městská brána z roku 1160
- Torre Embriaci, věž z 12. století na stejnojmenném náměstí
- Maják Lanterna z roku 1543, 117 m vysoký

### Náměstí a ulice
- Porto Antico, starý přístav, nachází se zde promenáda, přístaviště jachet a člunů, nově přestavěné molo s budovami, kde jsou restaurace, kinosály, kongresové budovy. V severní části se nachází největší evropské akvárium Acquario di Genova, odjíždí odtud výletní lodě.
- Piazza De Ferrari, hlavními stavbami na náměstí jsou budova Opery (Teatro C. Felice), stavba od architekta A. Rossiho z let 1897–1891, Palazzo dell'Accademia Ligustica (Akademie umění), stavba z počátku 19. století, v interiérech je obrazárna a Palazzo della Nuova Borsa (budova Nové burzy) postavená v letech 1907–1911 v eklektickém slohu s bohatě zdobenou fasádou. Dále zde najdeme dóžecí palác (Palazzo Ducale, čelní strana stavby je na blízkém Piazza G. Matteotti) založený ve 13. století, současná stavba je z konce 16. století a domnělý rodný dům K. Kolumba.
- Via Garibaldi, v ulici se nachází paláce, které si nechali postavit nejbohatší janovské rodiny. Největší a nejvýznamnější je Palazzo Doria Tursi (9) z let 1565–1575, dnes je zde radnice. Dále barokní Palazzo Bianco (11) z poč. 18. století nebo Palazzo Rosso (18) z konce 17. století[p 1]

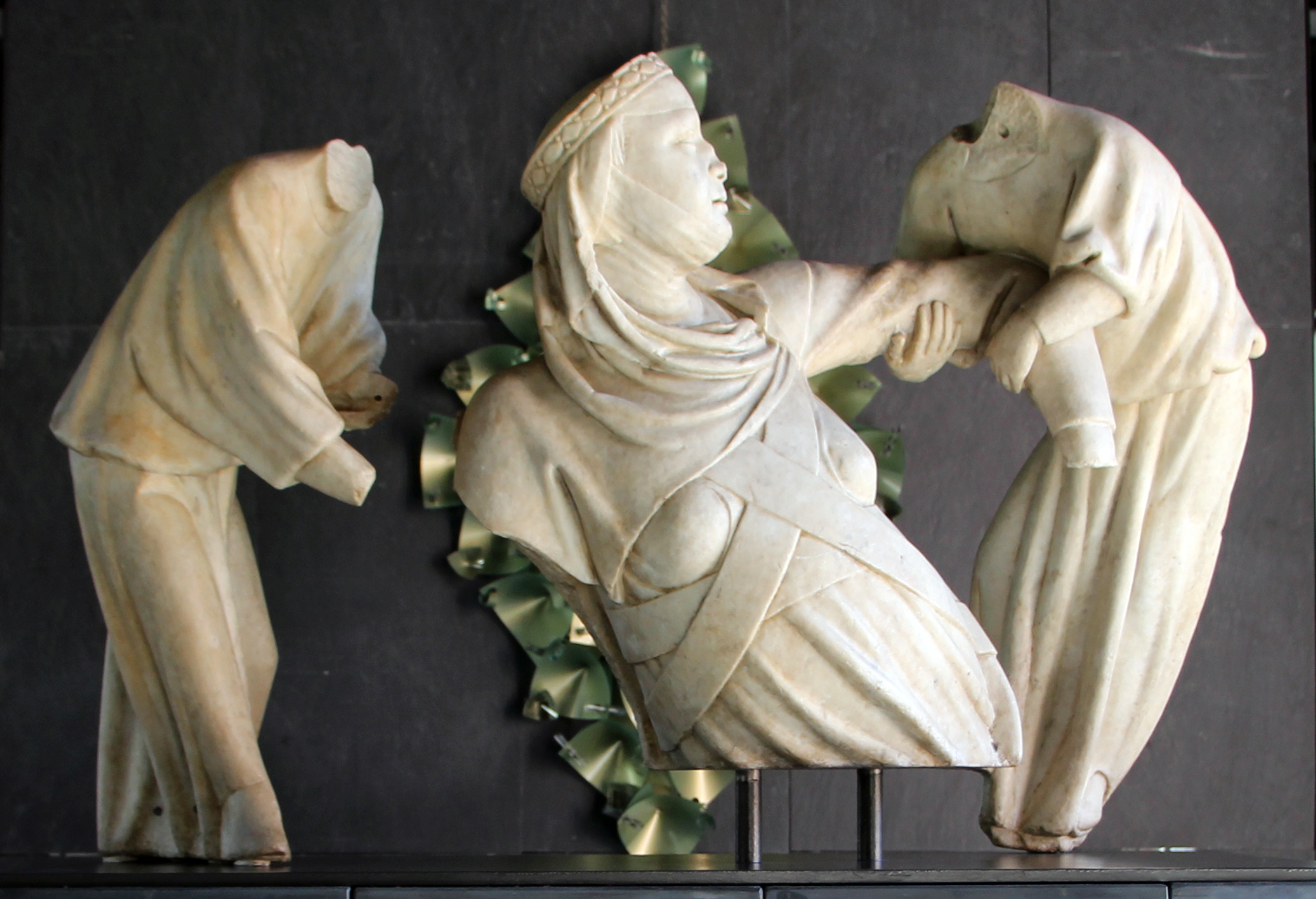
Giovanni Pisano: Královna Markéta Brabantská vyzdvihována anděli z hrobu, 1313

- Via XX. Settembre, ulici tvoří monumentální domy v historizujícím a secesním slohu
- Via Balbi, hlavní ulice propojující nádraží Piazza Principe a staré město. Je zde několik paláců, např. Durazzo Pallavicini z roku 1620, Palazzo Balbi-Senaraga, Palazzo dell'Università z let 1634–1650 s nádvořím a zahradou nebo Palazzo Reale ze 17. století[3][p 1]

### Muzea a galerie
- Museo del mare – Námořní muzeum, sídlí v přístavu; kotví zde kopie lodi Kryštofa Kolumba
- Museo di storia naturale Giacomo Doria- Přírodovědecké muzeum
- Galleria Nazionale – v renesančním Palazzo Spinale z konce 16. století
- Museo di Sant'Agostino – sbírka lombardského sochařství v bývalém klášteře Sant' Agostino, vystavuje mj. fragmenty gotického náhrobku královny Markéty Brabantské, matky českého krále Jana Lucemburského, který tesal Giovanni Pisano (1313)

## Městské části

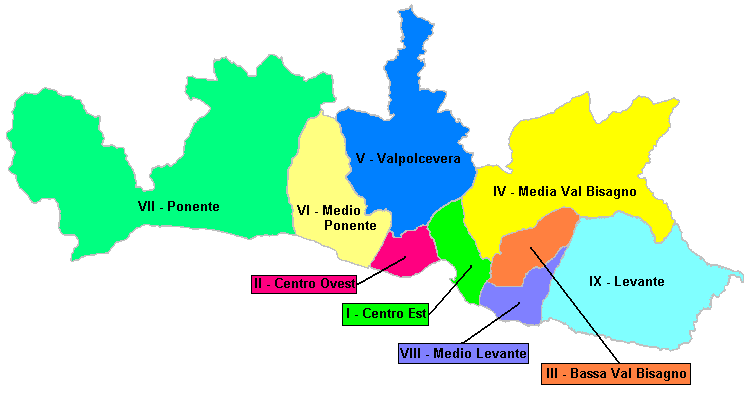
Městské části

Janov se skládá z 9 městských částí, tyto městské části dále tvoří jednotlivé čtvrti.
- I. Centro-Est (7,07 km2, 91 400 obyvatel) – Pré, Molo, Maddalena, Oregina, Lagaccio, San Nicola, Castelletto, Manin, San Vincenzo, Carignano
- II. Centro-Ovest (4,85 km2, 66 630 obyvatel) – Sampierdarena, Campasso, San Teodoro, San Bartolomeo
- III. Bassa Val Bisagno (7,9 km2, 78 790 obyvatel) – San Fruttuoso, Marassi, Quezzi
- IV. Media Val Bisagno (41,8 km2, 58 740 obyvatel) – Staglieno, Sant'Eusebio, San Gottardo, Molassana, Struppa
- V. Valpolcevera (33,3 km2, 62 490 obyvatel) – Borzoli, Fegino, Certosa, Rivarolo, Teglia, Begato, Bolzaneto, Morego, San Quirico, Pontedecimo
- VI. Medio Ponente (18,9 km2, 61 810 obyvatel) – Sestri, Cornigliano, Campi
- VII. Ponente (75,1 km2, 63 030 obyvatel) – Crevari, Voltri, Palmaro, Prà, Pegli, Multedo
- VIII. Medio Levante (5,7 km2, 61 760 obyvatel) – Foce, Brignole, Albaro, San Martino, San Giuliano, Lido, Puggia
- IX. Levante (36,6 km2, 66 160 obyvatel) – Sturla, Quarto, Quinto, Nervi, Sant'Ilario, Bavari, San Desiderio, Borgoratti

## Vývoj počtu obyvatel
Počet obyvatel

## Fotbalové kluby
- UC Sampdoria
- Genova CFC

## Známí rodáci
- Leon Battista Alberti (1404–1472), humanista, architekt, teoretik umění, spisovatel a matematik
- Kryštof Kolumbus (1451–1506), mořeplavec a kolonizátor
- Simonetta Vespucciová (1453–1476), šlechtična, proslulá kráska své doby, která inspirovala díla řady renesančních umělců
- Niccolò Paganini (1782–1840), houslový virtuos a hudební skladatel
- Giuseppe Mazzini (1805–1872), nacionalista, filozof, právník a politik
- Palmiro Togliatti (1893–1964), politik, představitel komunistické strany Itálie
- Eugenio Montale (1896–1981), básník, prozaik, překladatel a nositel Nobelovy ceny za literaturu z roku 1975
- Giuseppe Siri (1906–1989), italský kardinál a katolický arcibiskup Janova
- Vittorio Gassman (1922–2000), herec a režisér
- Renzo Piano (* 1937), architekt
- Franco Malerba (* 1946), první italský astronaut ve vesmíru
- Sabrina Salerno (* 1968), popová zpěvačka, herečka, modelka a producentka

## Fotogalerie

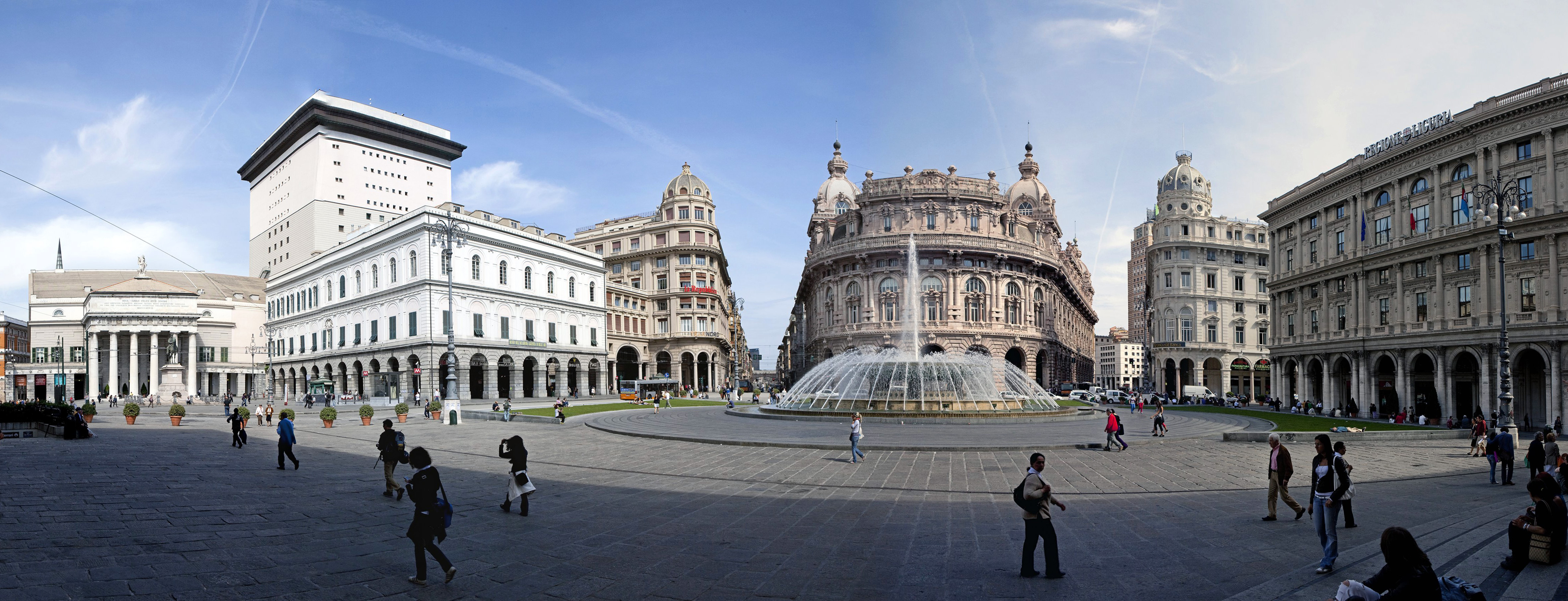
Piazza De Ferrari
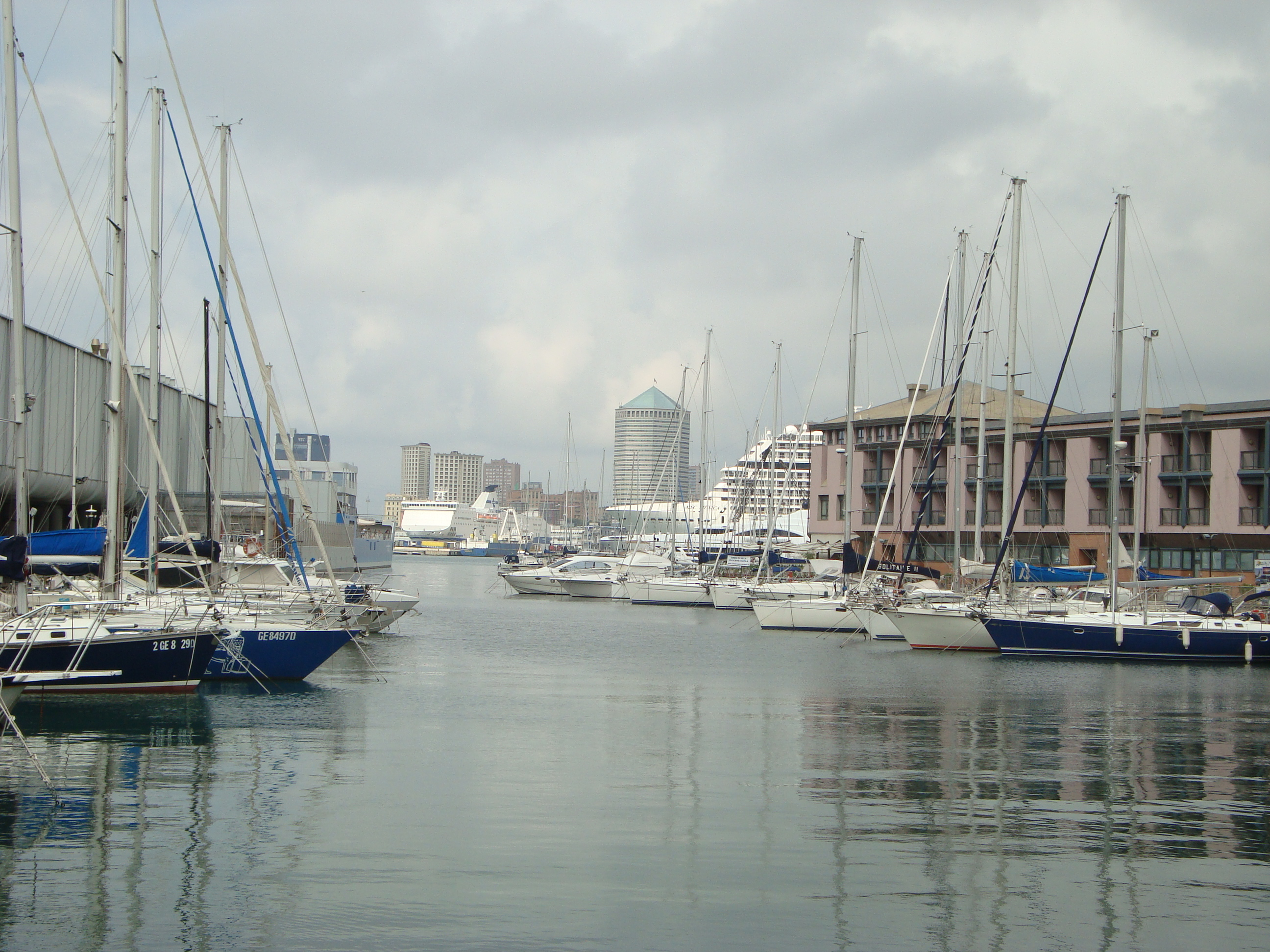
přístav, Porto Antico
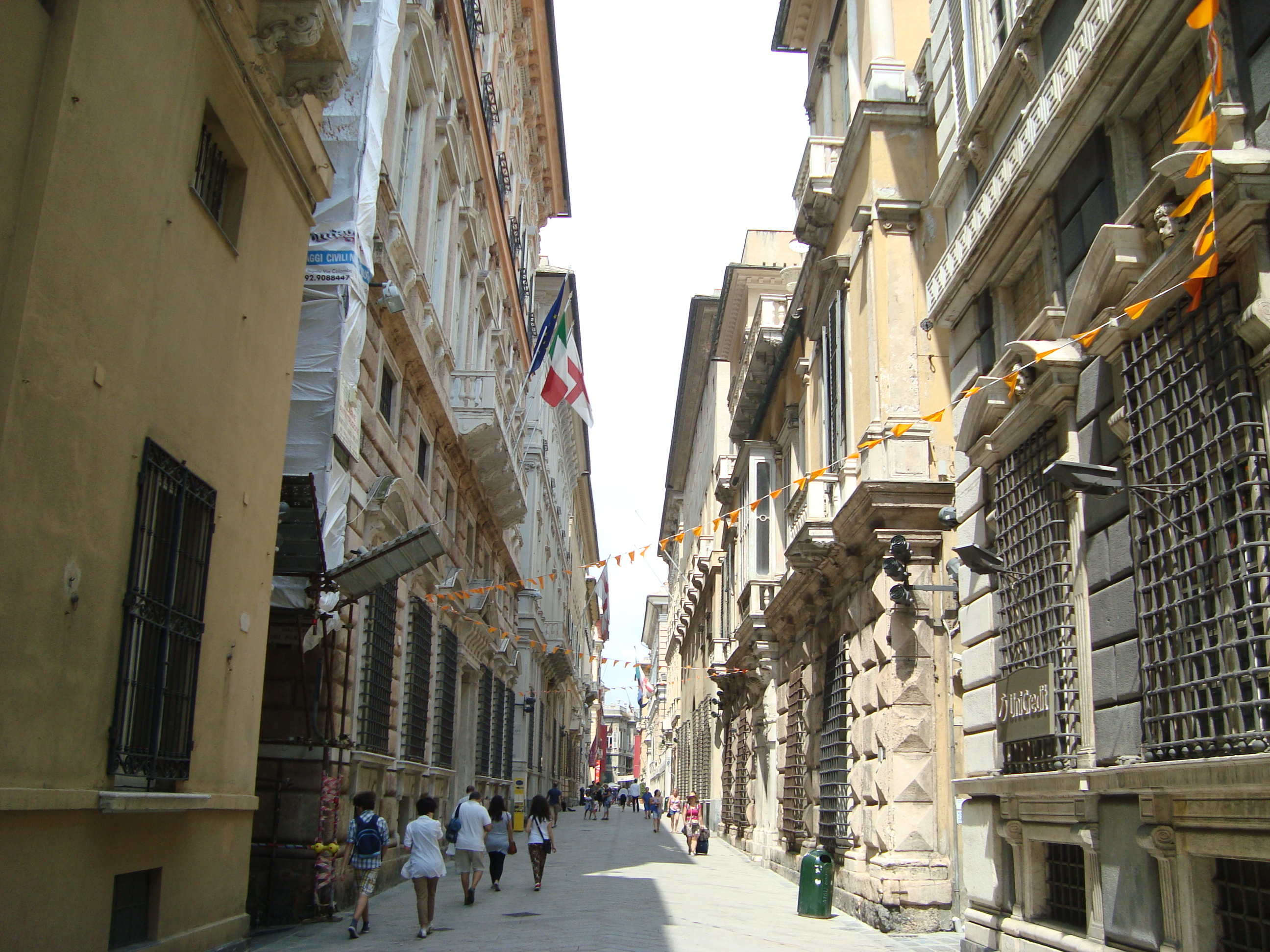
Via Garibaldi
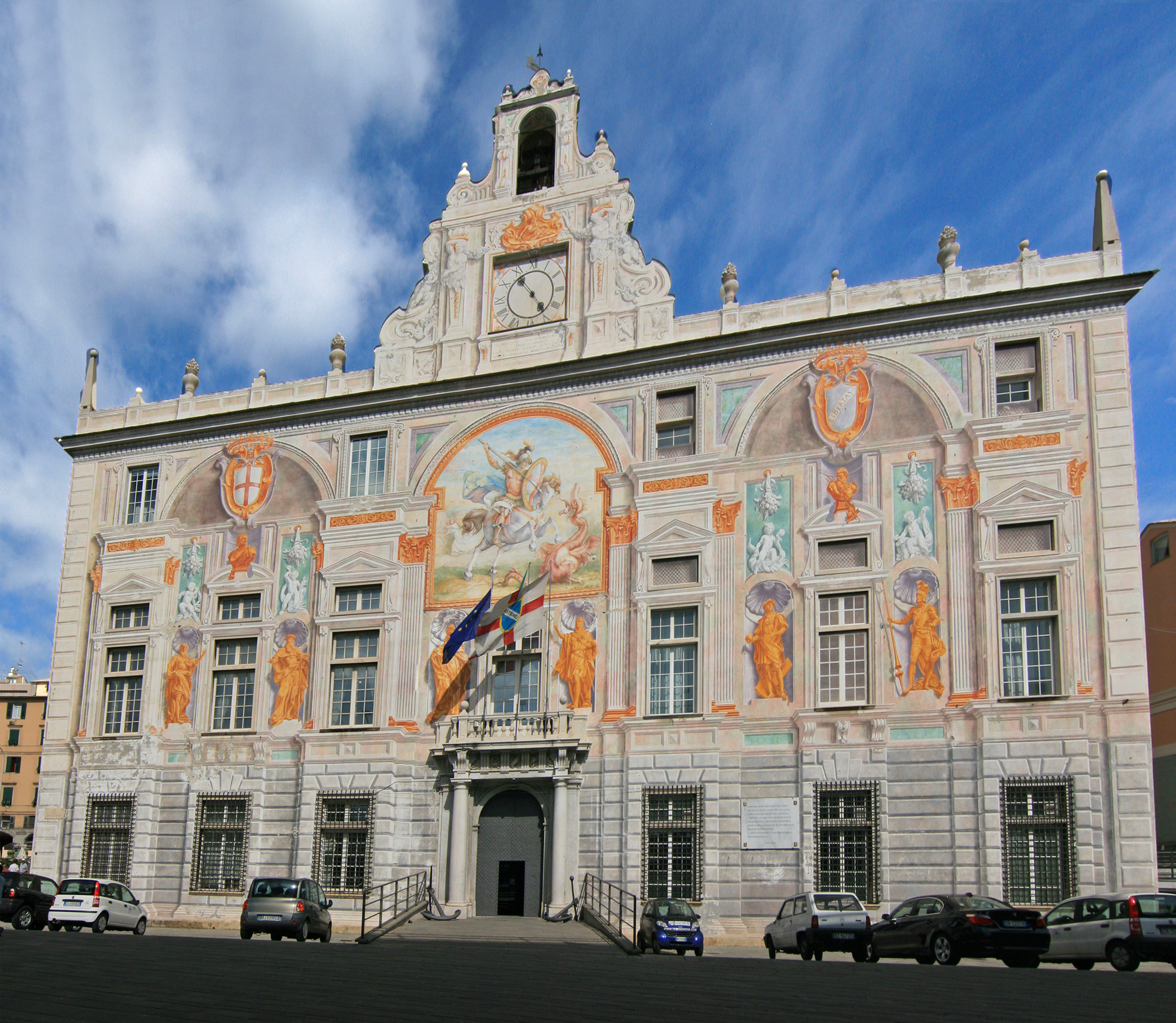
Palazzo San Giorgio
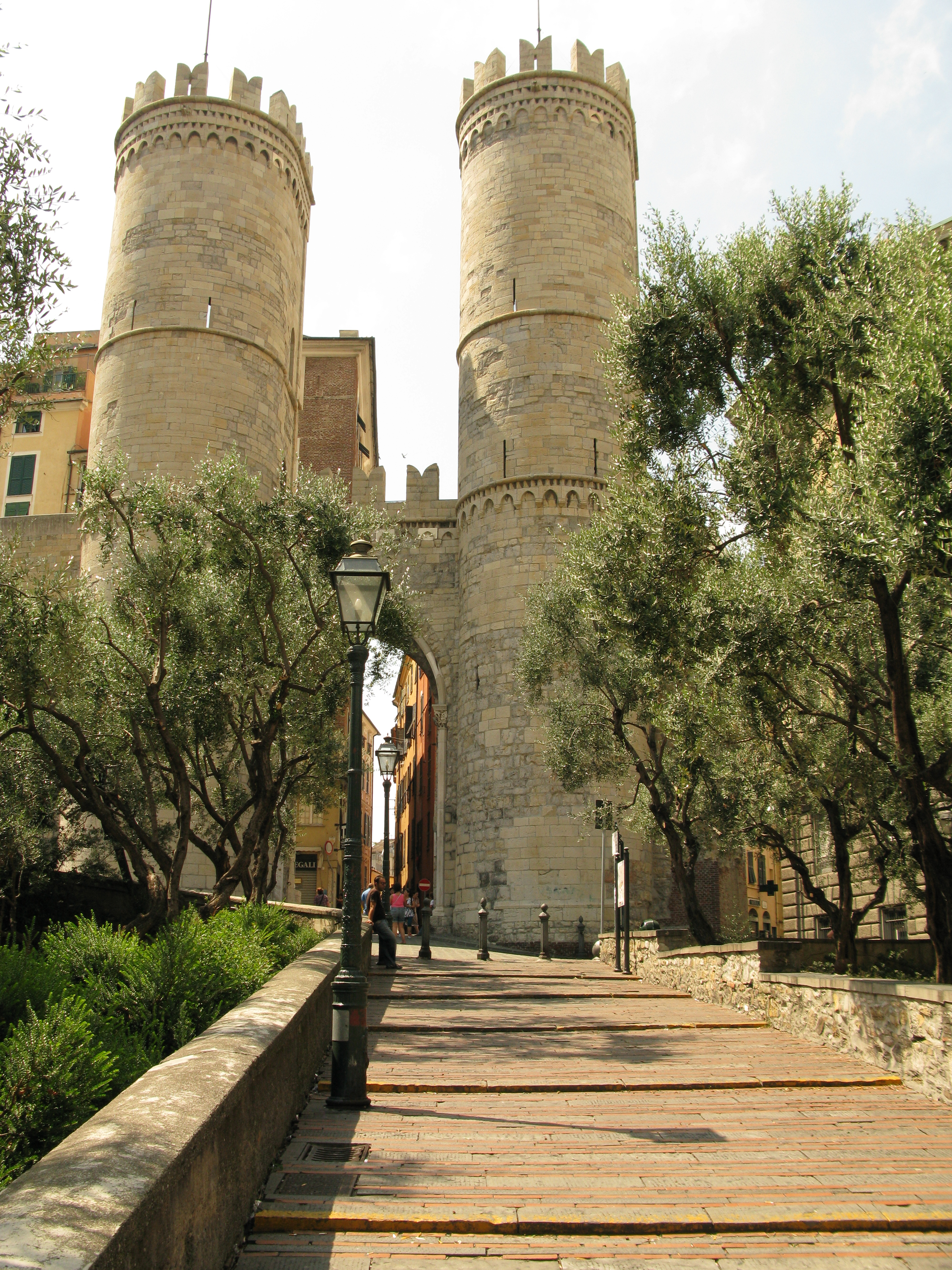
městská brána Porta Soprana
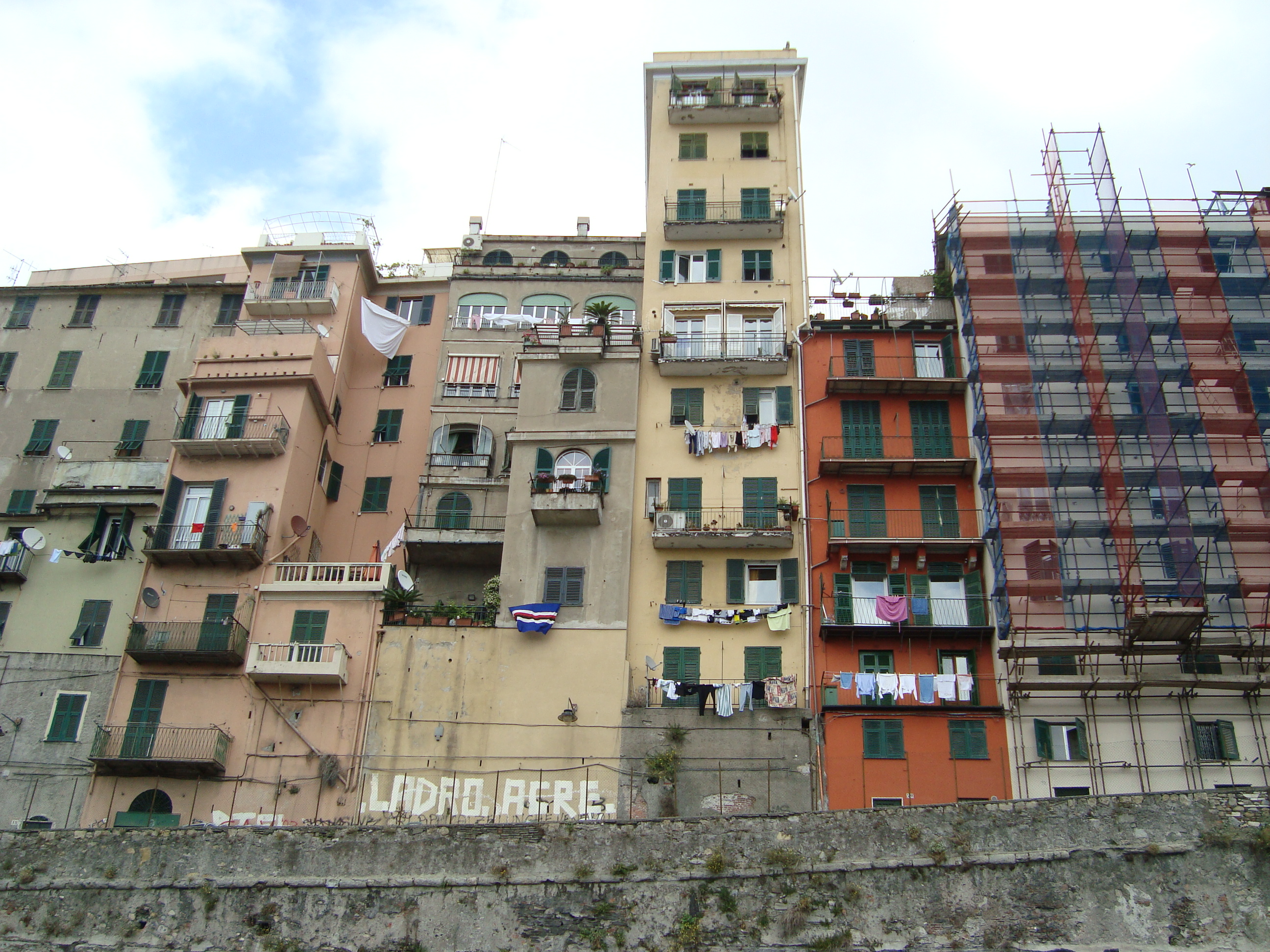
Janovské centrum, čtvrť Molo
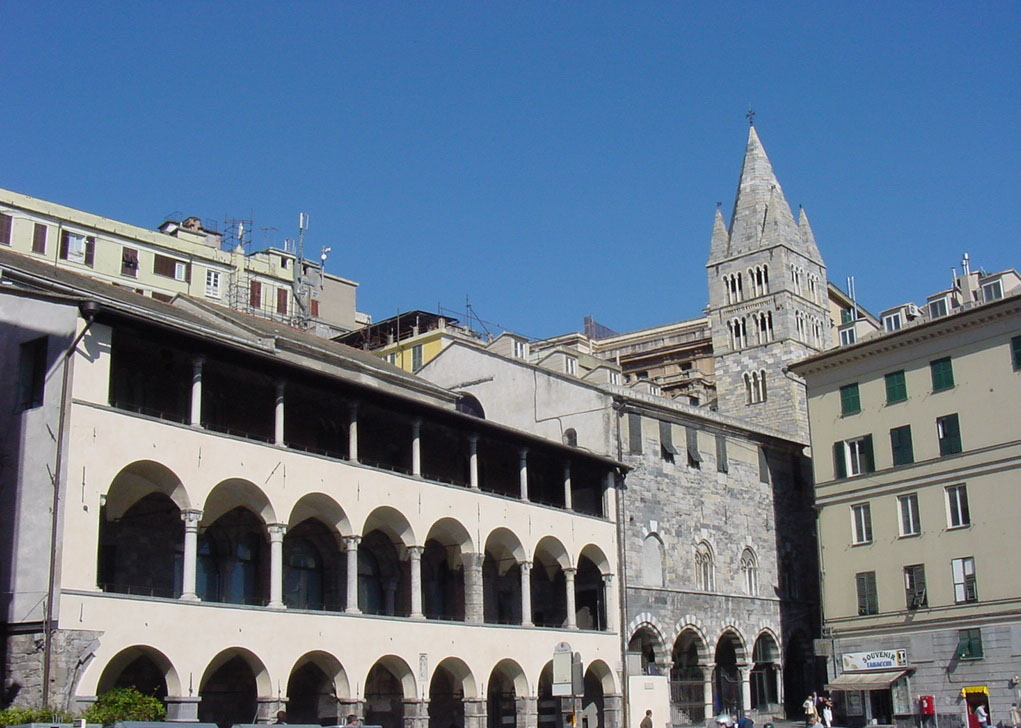
kostel San Giovanni di Pre
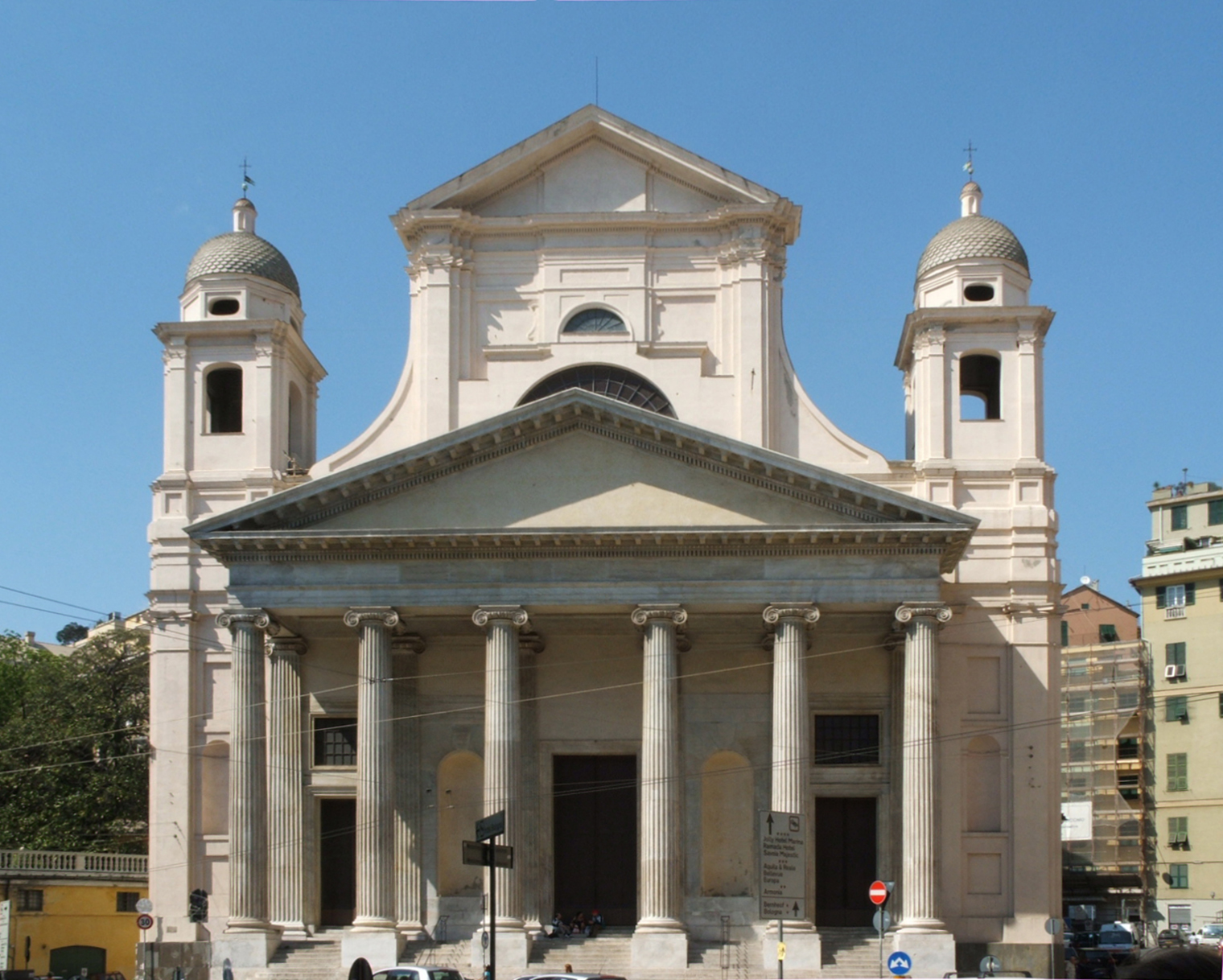
Bazilika Zvěstování P. Marie del Vastato
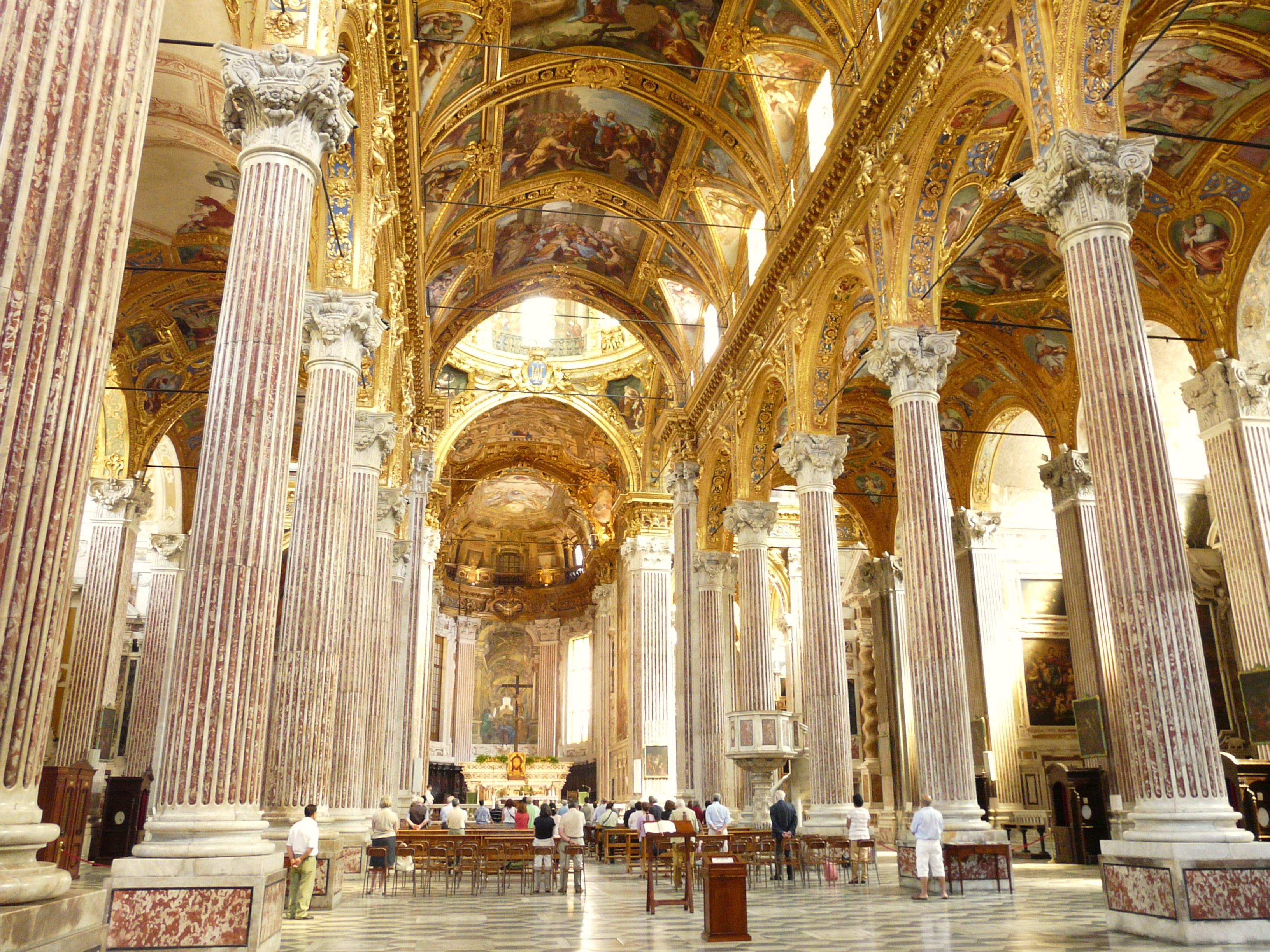
Bazilika Zvěstování P. Marie del Vastato, interiér
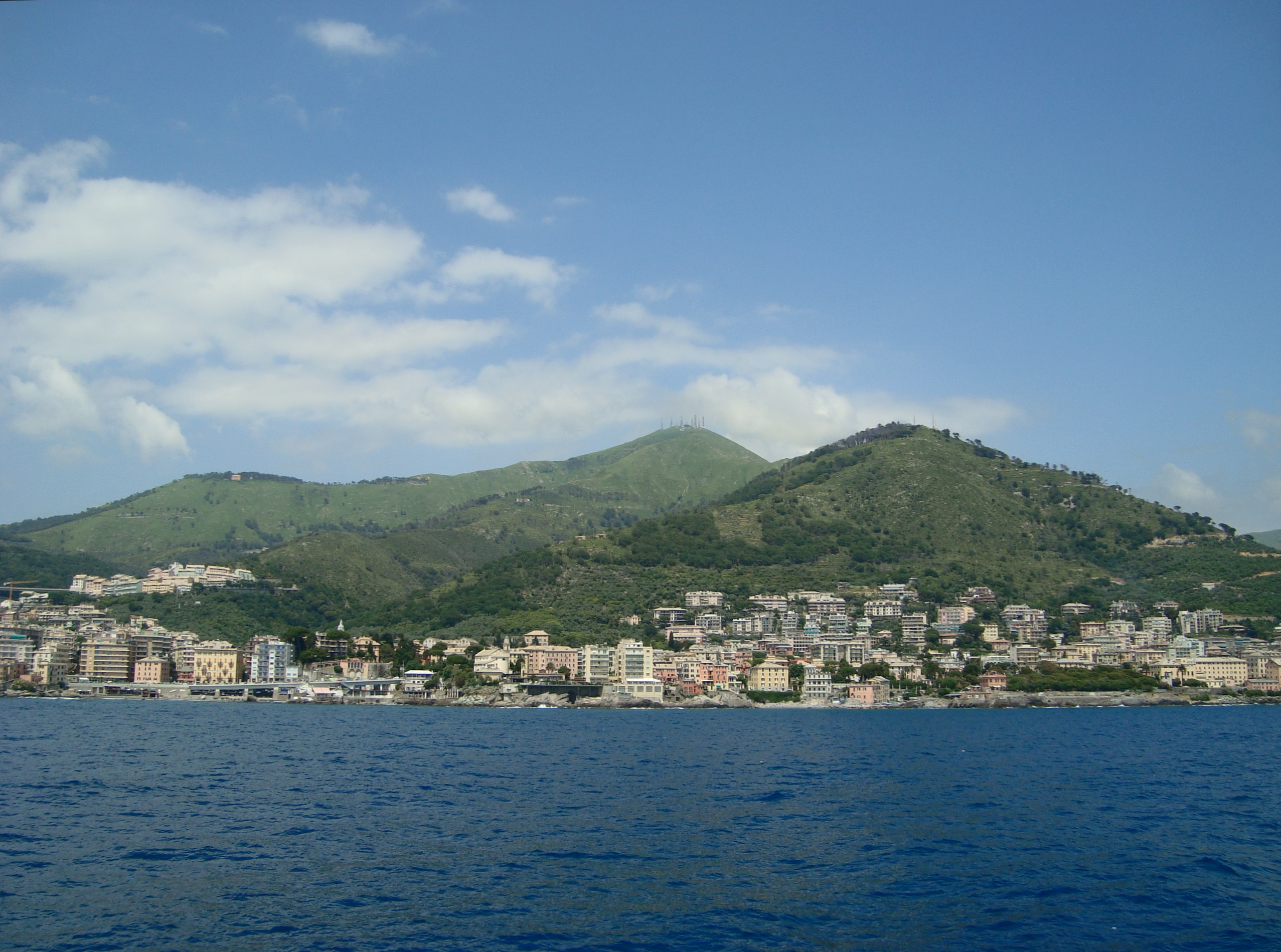
Janov, východ, Quinto al Mare
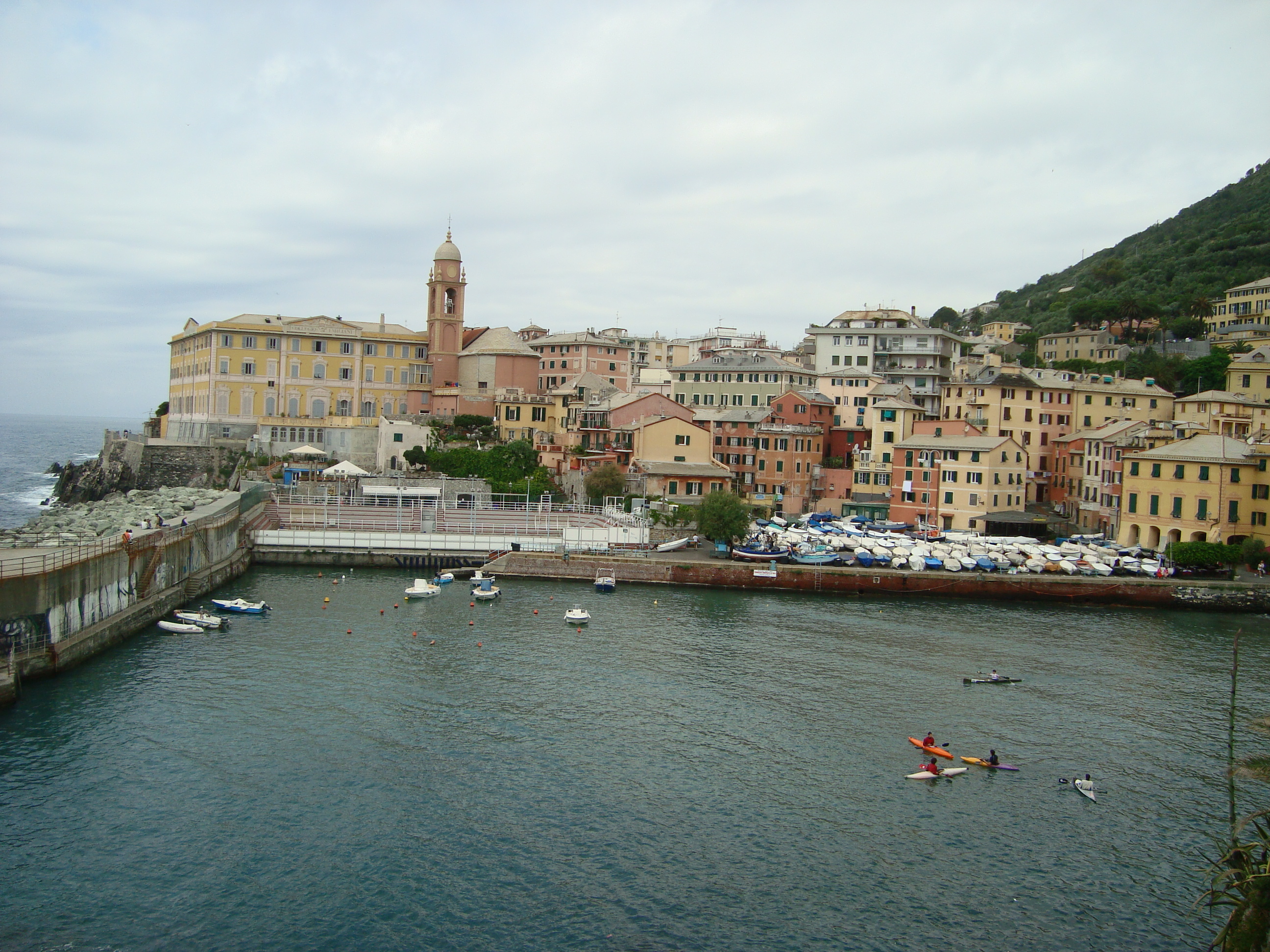
předměstí Janova, Genova Nervi
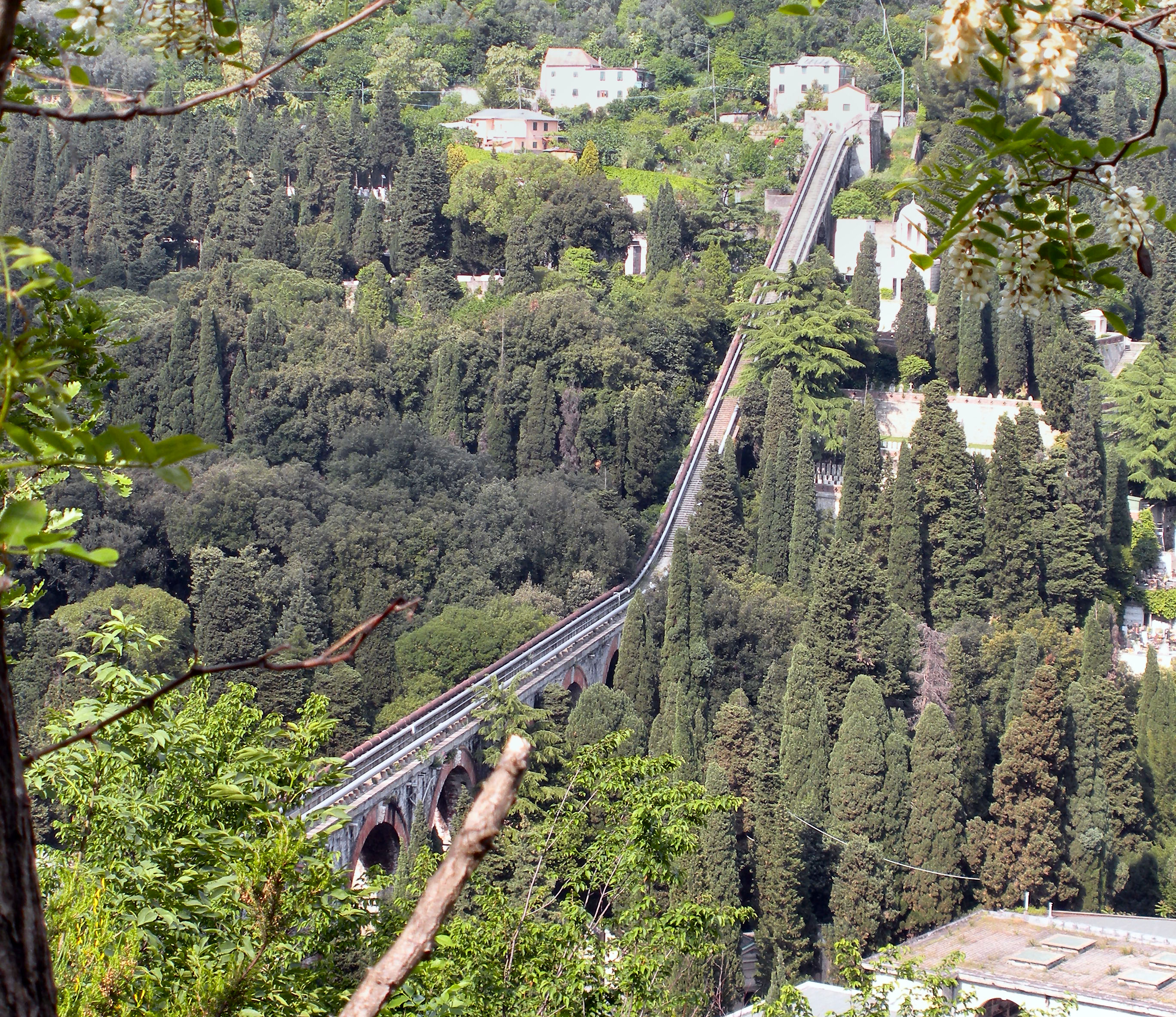
Akvadukt, Ponte Sifone